# Johann Georg Rauch

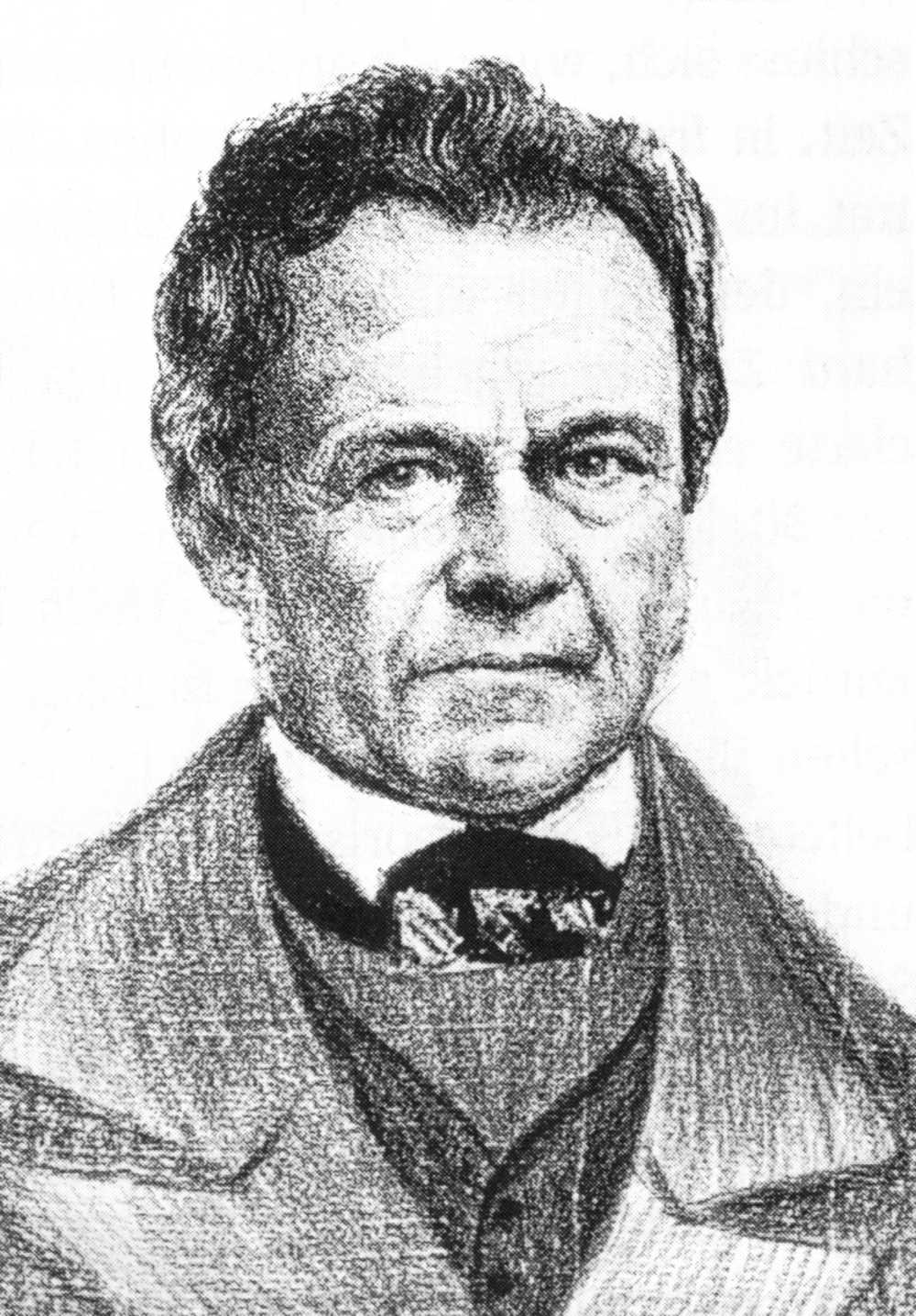
Johann Georg Rauch

Johann Georg Rauch (* 18. Juni 1789 in Diessenhofen TG; † 6. März 1851 in Pfyn TG) war ein Schweizer Unternehmer und Politiker.

## Biografie
Johann Georg Rauch wurde als Sohn der Ursula Peter und des Rotgerbers Hans Georg Rauch im thurgauischen Diessenhofen geboren. Über seine Schulbildung und berufliche Ausbildung ist nichts bekannt. Er schlug im jungen Erwachsenenalter eine militärische Laufbahn ein. Bereits 1812 war er Hauptmann im thurgauischen «Miliz-Contingent». 1813 verteidigte er unter Niklaus Rudolf von Wattenwyl die nördliche Schweizer Grenze und beteiligte sich 1814 unter Niklaus Franz von Bachmann an der Verteidigung des Fort de Joux in Pontarlier, Frankreich. Im gleichen Jahr wechselte er ins Schweizerregiment «Ziegler» im königlich niederländischen Dienst. 1817 wurde er Bataillonsadjutant.
Am 18. Mai 1818 verliess er das Regiment und reiste zurück in die Schweiz nach Frauenfeld und wurde provisorischer Sekretär. 1820 heiratete er Anna Catharina Vogler, Tochter des Präsidenten des Appellationsgerichts Melchior Vogler. 1822 wurde er zum Registrator der Staatskanzlei befördert. 1829 heiratete er in zweiter Ehe die Pfarrerstochter Anna Katharina Wirz. Am 9. Juni 1830 wurde er als Nachfolger seines Vaters zum Kreisamtmann ernannt und so gab er die Stelle als Registrator auf und zog zurück nach Diessenhofen. 1830 wurde Johann Georg Rauch in den thurgauischen Grossen Rat gewählt, in dem er bis zu seinem Tod 1851 verblieb.
1831 kaufte er eine Spielkartenfabrik von Johann Bernhard Zündel ab, der ebenfalls im Schweizerregiment «Ziegler» in den Niederlanden gedient hatte. Er übernahm die komplette Belegschaft und verlegte die Werkstatt von Schaffhausen in sein Haus an der Rheinstrasse in Diessenhofen. Dafür musste er sein Haus umfangreich umbauen lassen, und so stieg der Wert der Liegenschaft um 30 Prozent.
In seiner Spielkartenwerkstatt wurde aus dem Tarot de Besançon die erste Version des Schweizer Tarot 1JJ entwickelt, das heute noch für die schweizerischen Tarock-Spiele Troccas und Troggu verwendet wird. Es war das erste Tarock-Spiel, das die Kartenwerkstatt herstellte. 1838 verkaufte er den Betrieb Johannes Müller, der dort bereits seine Lehre absolviert hatte.
1831 wurde er Friedensrichter des Kreises Diessenhofen sowie Kriminalrichter. Von 1832 bis 1837 war er Kriegsrat. Kriminalrichter blieb er bis 1841 und Friedensrichter bis 1842. Von 1842 bis zu seinem Tode war er Statthalter des Bezirks Diessenhofen.
1848 wurde er im neu gegründeten Bundesstaat bei den ersten Parlamentswahlen in den Nationalrat gewählt. Sein politischer Schwerpunkt legte er auf die Interessen des Gewerbes und des Handwerkerstandes. 1849 wurde er Mitglied der Verfassungskommission im Kantonsrat.
In Pfyn arbeitete Johann Georg Rauch seit 1850 als Steuerkommissär des Bezirks Steckborn. Am 6. März 1851 starb er in Pfyn an einem Herzschlag.